# La Mort sonne toujours deux fois
Pour plus de détails, voir Fiche technique et Distribution.
La Mort sonne toujours deux fois (Blonde Köder für den Mörder) est un giallo germano-italien coécrit et réalisé par Harald Philipp, sorti en 1969.

## Synopsis
Jeune peintre mentalement instable, Francesco di Villaverde a la manie d'étrangler ses partenaires féminines une fois qu’il leur a fait l’amour. Alors qu'il supprime une femme mariée sur une plage, son meurtre est observé par un voyeur. Ce-dernier rapporte l’information à des gangsters qui imaginent un plan machiavélique pour faire endosser à Francesco un meurtre qu’ils doivent commettre. Pendant ce temps, à la suite de la mort de son épouse tuée par Francesco, un milliardaire américain confie l'enquête à un détective privé, Bob Martin, et lui demande également de retrouver un collier appartenant à la défunte. Martin fait  rapidement le lien entre le jeune peintre et les nombreux crimes, mais comme il ne dispose pas assez de preuves contre le criminel, il va utiliser sa propre femme pour l'attirer et le piéger.

## Fiche technique
- Titre allemand : Blonde Köder für den Mörder
- Titre italien : La morte bussa due volte
- Titre français : La Mort sonne toujours deux fois
- Réalisation : Harald Philipp
- Scénario : Mario di Nardo, Sergio Garrone et Harald Philipp, d'après le roman Falle für einsame Herzen de Max Pierre Schaeffer
- Montage : Alfred Srp
- Musique : Piero Umiliani
- Photographie : Claudio Racca
- Production : Herbert Maris
- Sociétés de production : Maris Film et PAC
- Société de distribution : PAC
- Pays d'origine :  Italie,  Allemagne de l'Ouest
- Langue originale : italien
- Format : couleur
- Genre : giallo, film policier
- Durée : 86 minutes
- Dates de sortie : 
  - Italie : 25 novembre 1969
  - Allemagne de l'Ouest : 20 mars 1970
  - France : 18 février 1976

## Distribution
- Dean Reed : Bob Martin
- Fabio Testi (VF : Michel Paulin) : Francisco Villaverde
- Ini Assmann : Ellen Kent
- Leon Askin (VF : Pierre Collet) : Pepe Mangano
- Werner Peters (VF : Jacques Deschamps) : Charly Hollmann
- Riccardo Garrone (VF : Jean Berger) : Amato Locatelli
- Mario Brega (VF : Henry Djanik) : Riccardo Beni (Riccardo Neno en VF)
- Helen Chanel : Angela
- Femy Benussi : Mabel Simmons
- Renato Baldini (VF : Marc Cassot) : M. Simmons
- Teodoro Agrimi Corrà : l'homme ivre
- Antonietta Fiorito
- Lanfranco Cobianchi (VF : René Bériard) : le Dr Vanzini
- Tom Felleghy : Berry
- Nadja Tiller (VF : Jacqueline Porel) : Maria Villaverde
- Anita Ekberg (VF : Nadine Alari) : Sophia Perretti
- Adolfo Celi (VF : Jacques Berthier (acteur)) : Perretti / Max Spiegler
- Marlies Petersen : Babsie (non créditée)